# Eccellenza Umbria 2020-2021
Il campionato italiano di calcio di Eccellenza regionale 2020-2021 è il trentesimo organizzato in Italia. Rappresenta il quinto livello del calcio italiano ed il maggiore in ambito regionale.
Questo è il girone unico organizzato dal Comitato Regionale dell'Umbria, che è stato interrotto dopo la 1ª giornata e non più disputato, a causa dell'emergenza sanitaria provocata dalla pandemia di COVID-19.

## Stagione

### Novità
In seguito all'interruzione del campionato precedente nel mese di febbraio, dovuta alla pandemia di COVID-19, il Comitato Regionale Umbria ha deciso di non seguire le linee guida della Lega Nazionale Dilettanti, che aveva proposto di far scendere in Promozione le ultime classificate di ogni girone di Eccellenza ed ha così annullato le retrocessioni nei propri campionati. Per effetto di questo provvedimento, l'Ellera, che al momento della sospensione si trovava in ultima posizione, è stata riammessa in Eccellenza Umbria ed in conseguenza della retrocessione dalla Serie D del Bastia e delle promozioni di Massa Martana e Branca, è stato deliberato di allargare l'organico del campionato a 18 squadre, come non accadeva dalla stagione 2009-10. Il format del torneo, che è stato adeguato, in previsione del ritorno a 16 partecipanti, a partire dalla stagione successiva, prevede quattro retrocessioni (la 18ª classificata più altre tre dopo i play out a cui partecipano le compagini giunte dal 14º al 17º posto) e l'ammissione diretta agli spareggi nazionali della 2ª classificata (vista l'impossibilità di disputare i play off per mancanza di date utili dopo la fine del torneo).

### Aggiornamenti
Cambio di denominazione:
- da Trasimeno a Castiglione del Lago.[2]

### Avvenimenti
Il campionato è stato interrotto dopo la prima giornata, in seguito ad un'ordinanza della Regione Umbria, che il 23 ottobre 2020, conseguentemente al peggioramento del quadro epidemiologico sul territorio regionale, fra i vari provvedimenti adottati, ha disposto la sospensione fino al 14 novembre 2020 delle competizioni sportive dilettantistiche di interesse regionale, provinciale o locale. I DPCM emanati successivamente dal Governo, hanno poi prorogato l'interruzione, inizialmente fino al 3 dicembre 2020, quindi fino al 15 gennaio 2021 ed ancora fino al 5 marzo 2021. E proprio il 5 marzo 2021, il Consiglio Federale della FIGC approvava le linee guida della Lega Nazionale Dilettanti per la ripresa dei campionati di Eccellenza (merito sportivo per le promozioni in Serie D, blocco delle retrocessioni e partecipazione non obbligatoria per le società). Il 10 marzo il Comitato Regionale Umbria, dopo aver ascoltato il parere delle squadre partecipanti, che esprimevano il loro dissenso alla ripartenza dell'attività agonistica, comunicava al Consiglio Direttivo della LND, l'interruzione definitiva del campionato.

## Squadre partecipanti
| Club                 | Città                                | Stadio                               | Stagione 2019-20                                           |
| -------------------- | ------------------------------------ | ------------------------------------ | ---------------------------------------------------------- |
| Angelana             | S. Maria degli Angeli di Assisi (PG) | Stadio Giuseppe Migaghelli           | 14º posto in Eccellenza Umbria                             |
| Assisi Subasio       | Assisi (PG)                          | Stadio Enzo Boccacci                 | 12º posto in Eccellenza Umbria                             |
| Bastia               | Bastia Umbra (PG)                    | Stadio Carlo Degli Esposti           | 16º posto in Serie D/E, retrocesso                         |
| Branca               | Branca di Gubbio (PG)                | Stadio Santa Barbara                 | 1º posto in Promozione Umbria/A, promosso                  |
| Castel del Piano     | Castel del Piano di Perugia          | Stadio Liborio Menicucci             | 10º posto in Eccellenza Umbria                             |
| Castiglione del Lago | Castiglione del Lago (PG)            | Stadio Roberto Giommoni              | 7º posto in Eccellenza Umbria                              |
| Ducato Spoleto       | San Giacomo di Spoleto (PG)          | Stadio Marco Capitini                | 13º posto in Eccellenza Umbria                             |
| Ellera               | Ellera di Corciano (PG)              | Stadio Gianfranco Fioroni            | 16º posto in Eccellenza Umbria, retrocessa e poi ripescata |
| Gualdo Casacastalda  | Gualdo Tadino (PG)                   | Stadio Carlo Angelo Luzi             | 15º posto in Eccellenza Umbria                             |
| Lama                 | Lama di San Giustino (PG)            | Stadio Polchi-Laurenzi               | 9º posto in Eccellenza Umbria                              |
| Massa Martana        | Massa Martana (PG)                   | Stadio Comunale                      | 1º posto in Promozione Umbria/B, promosso                  |
| Narnese              | Narni (TR)                           | Stadio Moreno Gubbiotti              | 3º posto in Eccellenza Umbria                              |
| Nestor               | Marsciano (PG)                       | Stadio Alberto Checcarini            | 4º posto in Eccellenza Umbria                              |
| Olympia Thyrus S.V.  | Terni                                | Stadio Ovidio Laureti (sintetico)    | 6º posto in Promozione Umbria/B, ripescata                 |
| Orvietana            | Orvieto (TR)                         | Stadio Luigi Muzi                    | 5º posto in Eccellenza Umbria                              |
| Pontevalleceppi      | Ponte Valleceppi di Perugia          | Stadio Giuliano Borgioni (sintetico) | 8º posto in Eccellenza Umbria                              |
| San Sisto            | San Sisto di Perugia                 | Stadio Comunale (sintetico)          | 11º posto in Eccellenza Umbria                             |
| V. A. Sansepolcro    | Sansepolcro (AR)                     | Stadio Buitoni                       | 6º posto in Eccellenza Umbria                              |